# 端罩
端罩在清代服饰制度中，是一种皇帝、诸王、高级官员等人在冬季时替代衮服、补服套穿在礼服、吉服等外的一种圆领、对襟、平袖、长及膝、左右垂带的翻毛外褂。
端罩按《大清会典》的制度，有黑狐、紫貂、青狐、貂皮、猞猁狲、红豹皮、黄狐皮等几种；按质地、皮色的好坏及其里、带的颜色，又分为八个等级，以此来区别其階級身份、社會地位的高低尊卑。